# 近木野中哉
近木野中哉是日本的漫畫家。
筆名的由來與飼養的狗有關，「威爾斯科基犬」即是他飼養的狗，也是他喜歡的狗種類（「威爾斯科基犬」日文簡寫做Kogi，音近日文的「近木」）（摘自採訪）。

## 作品列表
- 魔法禁書目錄（月刊少年GANGAN刊，2007年 - 連載中，原作：鎌池和馬、角色設定：灰村 キヨタカ）

## 外部連結
- 特別企畫ON THE NET - 月刊少年GANGANWEB官方網站上的訪談。